# يوسوك أوكي
يوسوك أوكي (باليابانية: 青木佑輔؛ بالكانا: あおき ゆうすけ) هو لاعب اتحاد الرغبي ياباني، ولد في 19 يونيو 1983 في طوكيو في اليابان.

## وصلات خارجية
- يوسوك أوكي عل موقع إسبنسكروم (الإنجليزية)